# 津田喜次郎

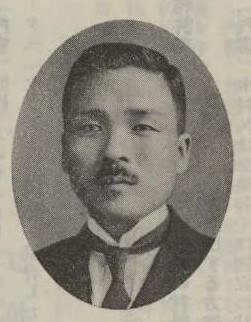
津田喜次郎

津田 喜次郎（つだ きじろう、1888年7月11日 - 1959年）は、株式会社津田式ポンプ製作所の創業者であり、同社元社長、広島県立広島観音高等学校元PTA会長。紫綬褒章と紺綬褒章を受章。

## 来歴
明治21年（1888年）7月11日に広島県佐伯郡鹿川村に生まれる。その後、養子として親戚の津田氏に入籍した。
大正9年（1920年）10月、広島市広瀬町において、従来の手押しポンプを改良・考案し、合資会社・津田式ポンプ製作所を設立し「津田式ポンプ大臣號」と名付けたポンプの製造販売を行った。「菱形の中に大臣」の商標を使用した。
専売特許などを自身が持つ約30種以上の各種ポンプ製造に従事した。また地下水に含まれる塩分を薬品を用いずに完全に除去する機能を持つ浄水ポンプを発明、特許を取得した。
1970（昭和45）年、株式会社津田式ポンプ製作所は倒産したが、氏の長女の堀尾節子（ほりお せつこ、旧姓：津田）と同社副社長の堀尾好生（ほりお よしお）が商標、意匠を継承する形で、1967（昭和42）年に興陽産業製作所を創業、現在も操業中である。
資料によれば1933年（昭和8年）時点で合資会社津田式ポンプ代表者、元広島商工会議員、広島発明協会理事、広島鉄鋼業集国組合副組合長を兼任していた。

## 特許
- 特許第102456号 浄水装置
- 特許第103613号 浄水装置
- 特許第104791号 浄水装置
- 特許第108611号 電解による浄水方法